# Igreja Católica na Suécia
A Igreja Católica na Suécia, embora relativamente pequena, é um ramo crescente da Igreja Católica, constituindo 3% da população de um país predominantemente luterano. A Igreja Católica da Suécia é uma das que mais crescem na Europa, apesar do secularismo generalizado no país.

## História

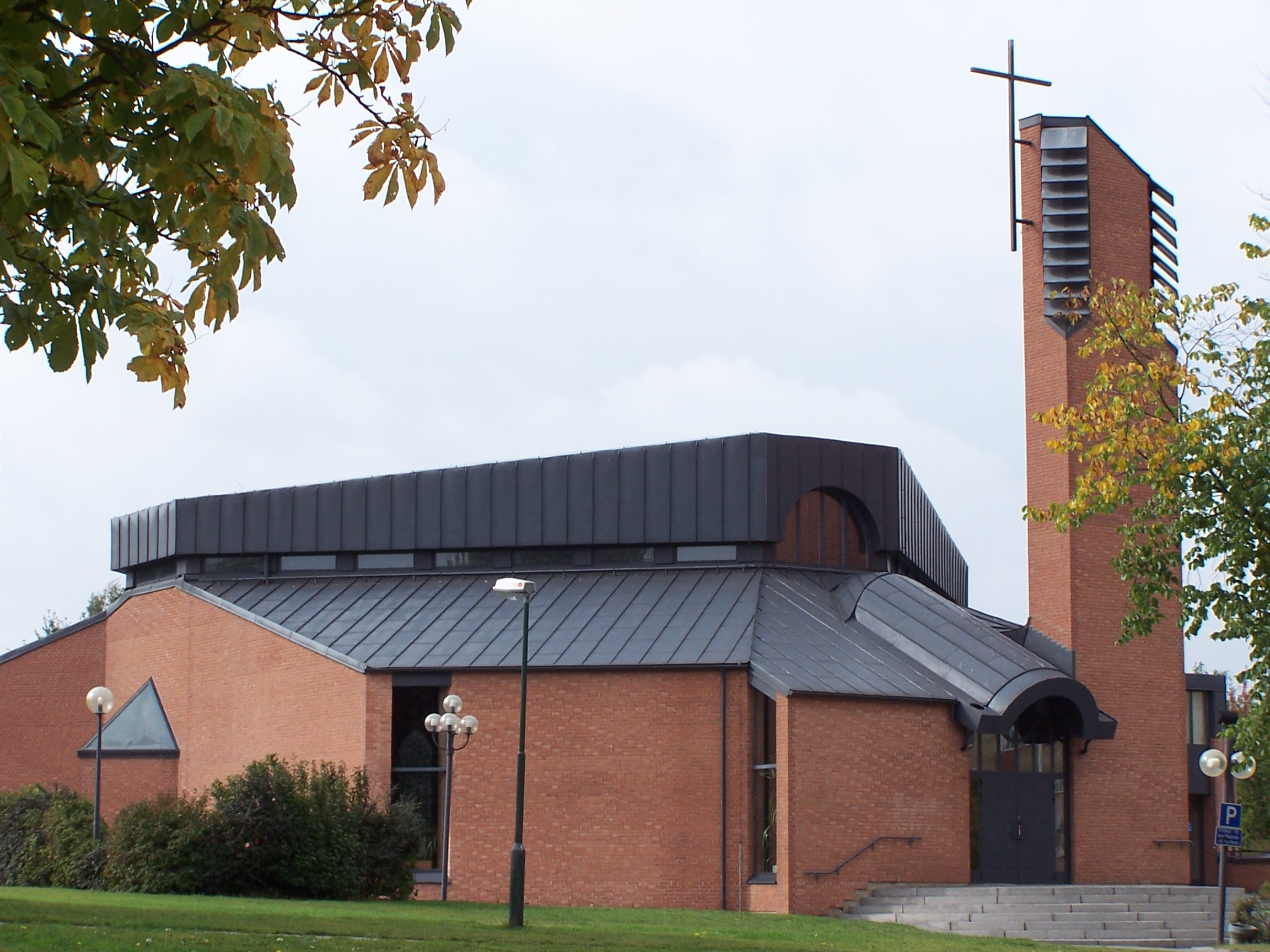
Sankta Maria i Rosengård, uma igreja católica em Rosengård, Malmö

A Igreja Católica foi a igreja estabelecida da Suécia a partir da Idade Média até a Reforma Protestante, no século 16, quando o rei Gustavo I rompeu relações com o catolicismo. Ele estabeleceu a Igreja da Suécia, com base nos ensinamentos de Martinho Lutero. A Igreja da Suécia tornou-se luterana no Sínodo de Uppsala, em 1593, quando se adotou a Confissão de Augsburgo pela maioria dos luteranos.
Em 1654, Cristina, Rainha da Suécia causou muito escândalo ao abdicar seu trono, a fim de converter-se ao catolicismo. Ela é uma das poucas mulheres enterradas nas tumbas do Vaticano.
Na década de 1770, o proeminente liberal Anders Chydenius - ele próprio um sacerdote luterano - se sobrepôs ao rei Gustavo III para legalizar a imigração de católicos para a Suécia. No entanto, a igreja luterana permaneceu sendo a única igreja legal do país até o meio do século XIX, quando outras igrejas foram autorizadas. Mesmo assim, a Igreja Luterana permaneceu como a igreja estatal até o ano 2000.
Antes disso, a Igreja Católica só existia na forma de congregações independentes na Suécia. A Diocese Católica de Estocolmo, que foi fundada em 1953, pôde se tornar oficialmente registrada e reconhecida pelo governo da Suécia após o Estado se tornar laico.

## Membros
Os membros da Igreja Católica sueca podem ser divididos em seis grupos principais, em ordem do maior para o menor, de acordo co sua origem étnica:
- Poloneses;
- Croatas;
- Falantes do espanhol,
- Falantes de siríaco,
- Suecos étnicos,
- Outros (refere-se às menores congregações católicas, de cidades com população menor que 100.000 habitantes, percentualmente dentro de cada congregação, membros africanos e asiáticos bastante substanciais).

Os membros poloneses são os mais numerosos, e na maioria das paróquias pessoas dessa ascendência podem ser encontradas. Nas cidades maiores, eles têm suas próprias missas, e em Estocolmo uma das igrejas protestantes é usada duas vezes no domingo já que as igrejas católicas são muito pequenas. Cerca de um em cada três sacerdotes (42 de 150) são nascidos na Polônia, e vários outros são nascidos na Suécia, mas de ascendência polaca.
Fiéis croatas da Croácia e da Bósnia e Herzegovina também normalmente têm os seus próprios sacerdotes, um número que aumentou durante a Guerra Civil Iugoslava, que se seguiu ao desmembramento da Iugoslávia.
Falantes do espanhol normalmente vêm da América do Sul, principalmente do Chile, em maioria refugiados políticos. Como a maioria dos exilados chilenos foram marxistas ou liberais seculares, eles geralmente não são membros ativos da igreja. O seu número foi aumentado também com imigrantes da América Central.
Desde os anos 1980, um número crescente de pessoas do Oriente Médio tem desembarcado na Suécia, e na Grande Estocolmo a cada domingo há várias Liturgias Divinas nos ritos Melquita, maronita, caldeu, armênio e siríaco oriental. Há também sacerdotes suecos nascidos desses grupos, e o primeiro sacerdote maronita nascido no país foi ordenado em agosto de 2002, em Beirute. Há um grande número de refugiados de guerras em países como Líbano, Iraque, e, mais recentemente, na Síria.
Dos cerca de 200 mil católicos, muito poucos são realmente etnicamente suecos. Na verdade, o atual bispo de Estocolmo, Anders Arborelius, é o primeiro bispo católico etnicamente sueco na Europa desde a Reforma Protestante. No entanto, os suecos étnicos, a maioria dos quais são convertidos do luteranismo, que formam a maioria dos tradicionalistas católicos no país.

## Maria Elisabeth Hesselblad
Em 2000, uma mulher sueca, Maria Elisabeth Hesselblad foi beatificada: ela fundou o capítulo sueco da ordem católica reavivada pelos Brigitinos.